# Massepha
Massepha is een geslacht van vlinders uit de familie van de grasmotten (Crambidae), uit de onderfamilie van de Spilomelinae. De wetenschappelijke naam van dit geslacht is voor het eerst voorgesteld door Francis Walker in een publicatie uit 1859.

## Soorten
- M. absolutalis Walker, 1859
- M. ambialis Hampson, 1903
- M. asiusalis (Walker, 1859)
- M. bengalensis (Moore, 1888)
- M. carbonalis (Warren, 1896)
- M. entephriadia Hampson, 1899
- M. flavimaculata Gaede, 1917
- M. gracilis Hampson, 1899
- M. grammalis (Guenée, 1854)
- M. grisealis Hampson, 1917
- M. longipennis Hampson, 1912
- M. lupa (Druce, 1899)
- M. ohbai Yoshiyasu, 1990
- M. rectangulalis Caradja, 1934
- M. rufescens Hampson, 1912
- M. syngamiodes Hampson, 1912
- M. tessmanni Gaede, 1917